# Deutsche Schmerzgesellschaft
Die Deutsche Schmerzgesellschaft e. V., die bis 2012 Deutsche Gesellschaft zum Studium des Schmerzes e. V. (DGSS) hieß, ist  die größte einschlägige medizinische Fachgesellschaft und dementsprechend auch  Mitglied in der Arbeitsgemeinschaft der Wissenschaftlichen Medizinischen Fachgesellschaften (AWMF). Neben der Deutschen Schmerzgesellschaft gibt es zudem weitere Gesellschaften, Verbände und Initiativen, die sich dem Thema der Schmerztherapie widmen.

## Geschichte und Organisation
Die Deutsche Schmerzgesellschaft e.V. (früher „Deutsche Gesellschaft zum Studium des Schmerzes“, DGSS) wurde 1975 während des ersten World Congress on Pain in Florenz als deutsche Sektion der International Association for the Study of Pain (IASP) gegründet. Der vereinsrechtliche Sitz der Gesellschaft ist Frankfurt am Main, die Bundesgeschäftsstelle ist in Berlin angesiedelt, in Boppard wird ein Service-Zentrum unterhalten. Claudia Sommer, Universitätsklinikum Würzburg ist (Stand 2019) Präsidentin der Gesellschaft. Geschäftsführer ist Thomas Isenberg, Berlin.
Der Verein ist die größte wissenschaftliche Schmerzgesellschaft in Europa; sie hat rund 3400 Mitglieder und ist als gemeinnützige Organisation anerkannt. Publikationsorgan der Deutschen Schmerzgesellschaft ist die Zeitschrift Der Schmerz (Springer-Verlag).
Die Deutsche Schmerzgesellschaft veranstaltet jährlich gemeinsam mit der Deutschen Migräne- und Kopfschmerzgesellschaft (DMKG) den Deutschen Schmerzkongress.

## Ziele und Arbeitsfelder
Hauptziele sind die Förderung der Schmerzforschung in Deutschland und die Verbesserung der schmerztherapeutischen Versorgung. Dazu dienen:
- das Angebot von Aus-, Weiter- und Fortbildungsveranstaltungen
- die Ausrichtung wissenschaftlicher Tagungen und Curricula
- der jährlich ausgelobte Förderpreis für Schmerzforschung in den Kategorien Grundlagen- und Klinische Forschung
- Empfehlungen für Schmerztherapie und Qualitätskontrolle
- ein verbandsinternes Algesiologie-Zertifikat
- die Vertretung der Interessen Schmerzkranker in der Öffentlichkeit

Sie entwickelte die Multiaxiale Schmerzklassifikation.

## The Global Year Against Pain (Globales Jahr gegen Schmerzen)
Schmerz – speziell chronischer Schmerz – ist ein großes Problem, welches die Lebensqualität vielen Menschen erheblich verringert. Deshalb unterstützt die Deutsche Schmerzgesellschaft die Initiative Global Year Against Pain ihres Dachverbandes IASP, um die internationale Aufmerksamkeit auf das Thema Schmerzen zu richten. Jedes Jahr ist ein anderer Aspekt des Schmerzes im Fokus der Kampagne, wie der Akutschmerz in der Kampagne 2010–2011 (die am 18. Oktober 2010 gestartet wurde).
 Im Jahr 2004 initiierte IASP das erste Global Year Against Pain unter dem Motto Die Schmerzbehandlung sollte ein Menschenrecht werden, unterstützt durch verschiedene IASP-Verbände weltweit, die jeweils ihre eigenen lokalen Veranstaltungen und Aktivitäten organisieren.
Die Themen waren/sind:
- 2004–2005 Schmerzbehandlung als Menschenrecht
- 2005–2006 Schmerzen bei Kindern
- 2006–2007 Schmerzen im Alter
- 2007–2008 Schmerzen bei Frauen
- 2008–2009 Schmerzen bei Krebs
- 2009–2010 Schmerzen des Muskel-Skelett-Systems
- 2010–2011 Akutschmerz
- 2011–2012 Kopfschmerz
- 2012–2013 viszeraler Schmerz
- 2013–2014 orofazialer Schmerz
- 2014–2015 neuropathischer Schmerz
- 2016 Gelenkschmerz
- 2017 Schmerz nach Operationen
- 2018 Exzellenz in der Schmerz-Edukation
- 2019 Schmerz bei vulnerablen Menschen
- 2020 Prävention chronischer Schmerzen

## Das Projekt PAIN2020
2018 wurde durch Initiative der Deutschen Schmerzgesellschaft das Projekt PAIN2020 gestartet. Das Projekt wird mit 7 Mio. Euro durch den Innovationsfonds des Gemeinsamen Bundesausschusses gefördert und in Kooperation mit der BARMER durchgeführt. Ziel von PAIN2020 ist die Verbesserung der Versorgungsqualität und -effizienz von Menschen mit Risikofaktoren für eine Schmerzchronifizierung durch eine neue Versorgungsform. PAIN2020 geht davon aus, dass eine frühzeitige, am biopsychosozialen Bedarf der Patienten orientierte, Lenkung der Patienten in neue Angebote der Regelversorgung sowohl eine Lücke in der bestehenden Versorgung schließt, als auch einer Chronifizierung entgegenwirkt.